# گیرنده سیتوکین

مراحل مهم مسیر پیام‌رسانی JAK-STAT برای گیرنده‌های سیتوکین نوع اول و دوم

ترارسانی پیام.
(گیرندهٔ سیتوکین در حاشیهٔ چپ مشاهده می‌شود)

گیرنده‌های سیتوکین (انگلیسی: Cytokine receptor)، گیرنده‌هایی هستند که به سیتوکین‌ها متصل می‌شوند.
در سالیان اخیر، گیرنده‌های سیتوکین خیلی بیشتر از خود سیتوکین‌ها، توجه پژوهشگران را به خود جلب کرده‌است که علتش، ویژگی‌های قابل‌توجه این گیرنده‌ها و ارتباط مستقیم‌شان با برخی بیماری‌های نقص ایمنی است.